# Mezinárodní rok lesů
Rok 2011 byl vyhlášen Organizací spojených národů (OSN) Mezinárodním rokem lesů. Cílem bylo zvýšit povědomí o významu lesa pro společnost a posílit snahu o trvale udržitelné obhospodařování lesů, trvale udržitelný rozvoj lesů a ochranu všech typů lesů k užitku současných i budoucích generací.

## Význam lesů pro člověka
Lesy mají jako nejkomplexnější ekosystémy na planetě pro společnost obrovský význam a jejich užitečnost dalece přesahuje statisticky vykazovaný podíl na hrubém domácím produktu. Lesy hrají důležitou roli například v čištění vody a vzduchu, v ochraně půdy proti erozi a silnému větru a v ochraně biologické diverzity. Pro mnoho zemí, zejména těch rozvojových, představují lesy jeden z nejdůležitějších prostředků pro rozvoj a boj proti chudobě. Jako takový má Mezinárodní rok lesů upozornit na to, že les je důležitou součástí rozvoje a rozhodující spojnicí s mnoha dalšími tématy na globální úrovni. Na mezinárodní úrovni si Mezinárodní rok lesů klade za cíl konsolidovat celosvětovou diskusi o lesích, na regionální úrovni má hledat, jak zajistit potřebné nástroje a dovednosti pro hospodaření v lesích a na úrovni ekologické má hledat celostní přístup pro nakládání se světovými zdroji.